# ۱۵۵۶ (میلادی)

## رویدادها
- اسپانیا، پرتغال و هلندِ کاتولیک، اول ژانویه را به‌عنوان روز اول سال پذیرفتند.
- ۱۶ ژانویه - امپراتور کارل، پسرش فیلیپ دوم را به‌عنوان پادشاه اسپانیا معرفی کرد.
- ۲۳ ژانویه - ویرانگرترین و مرگبارترین زلزلهٔ ثبت‌شده در جهان در ایالت شاآنشیِ چین رخ داد که بیش از ۸۰۰,۰۰۰ کشته برجا گذاشت.[۱]

## زادروزها
- ۷ مارس – گیوم دو ور، کشیش فرانسوی (د. ۱۶۲۱)
- ۲۷ آوریل – فرانسوا بروآلد دو ورویل، شاعر فرانسوی (د. ۱۶۲۶)
- ۱۵ نوامبر – ژاک دوی دو پرون، کشیش، دیپلمات، و شاعر فرانسوی (د. ۱۶۱۸)
- ۱۷ دسامبر – عبدالرحیم خان‌خانان، شاعر هندی (د. ۱۶۲۷)

## مرگ‌ها
- محمد فضولی شاعر و ادیب آذربایجانی.
- ۱۰ ژوئن – مارتین آگریکولا، آهنگساز آلمانی (ز. ۱۴۸۶)